# Ectabola deviata
Ectabola deviata är en fjärilsart som beskrevs av László Anthony Gozmány. Ectabola deviata ingår i släktet Ectabola och familjen äkta malar. Inga underarter finns listade i Catalogue of Life.